# أديموز
ديموس أو أديموز (بالإسبانية: Ademuz)‏ هي عاصمة تقع في إسبانيا في Rincón de Ademuz. يقدر عدد سكانها بـ 1,286 نسمة ومساحتها 100.4 كم2 وترتفع عن سطح البحر 660 متر.

## معرض صور

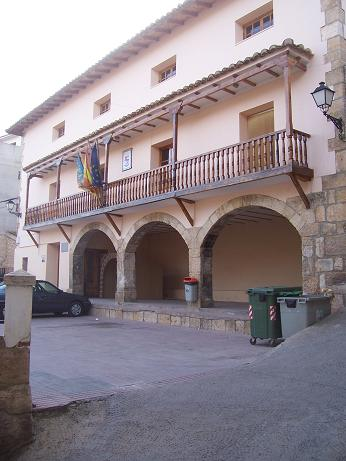
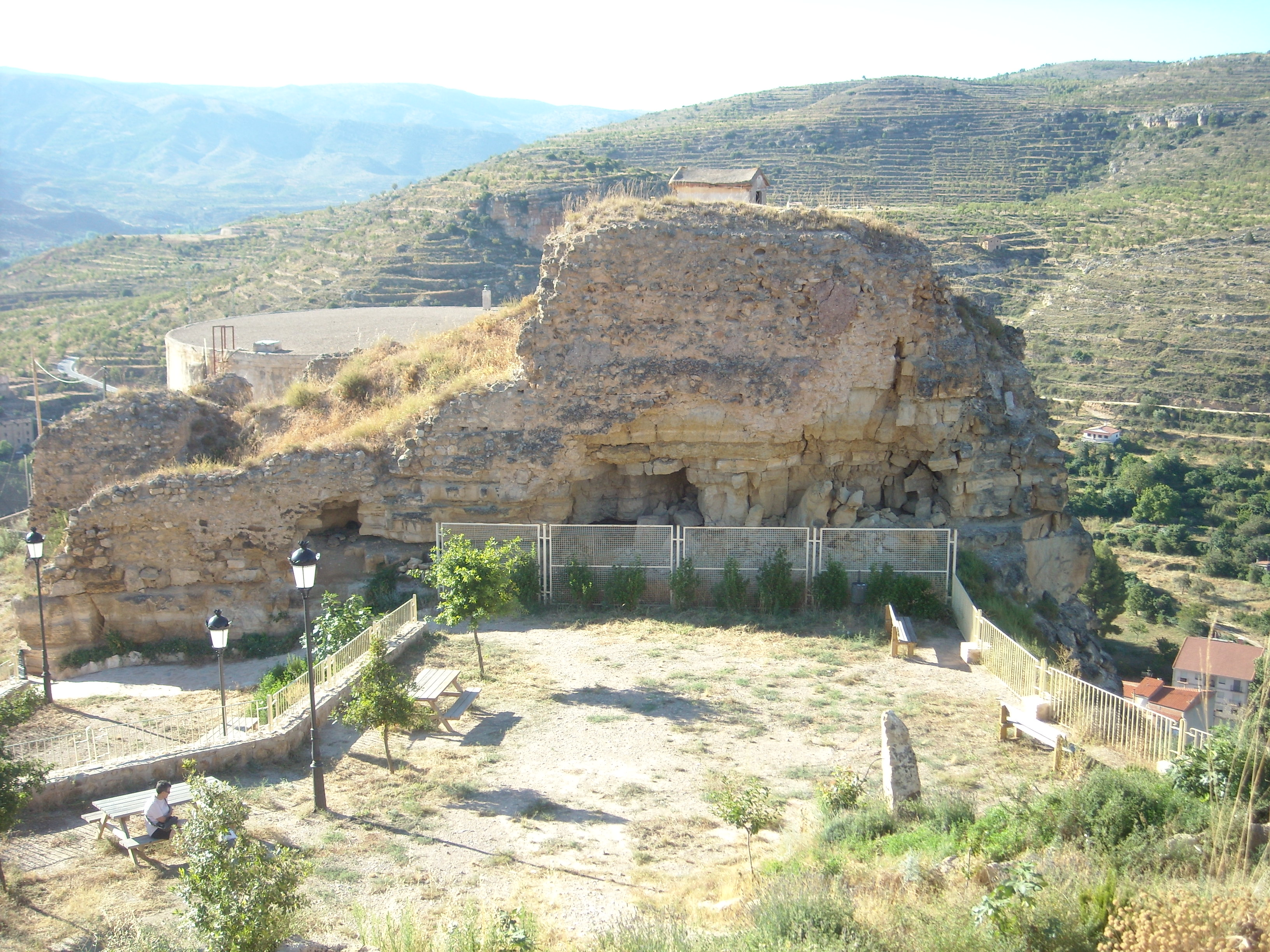
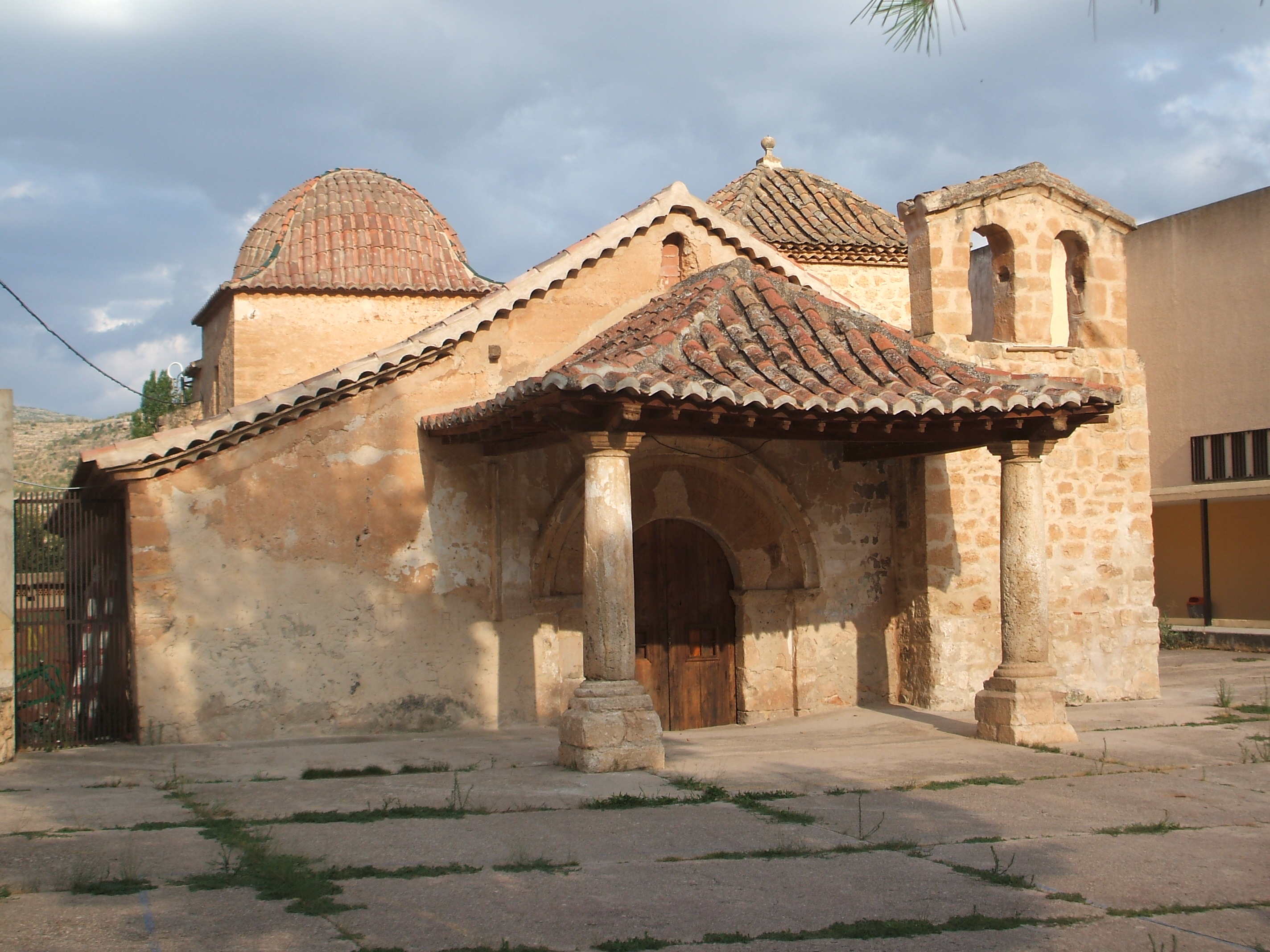